# Championnat de France de rugby à XIII de 2e division 2018-2019
Navigation
Édition précédente Édition suivante
Le Championnat de France de rugby à XIII d'Élite 2 2018-19 ou Élite 2 2018-2019 oppose pour la saison 2018-2019 les meilleures équipes françaises de rugby à XIII de seconde division au nombre de douze du 22 septembre 2018 au 23 juin 2019.  
Le début de la saison est affecté par le mouvement des gilets jaunes, puisque des matchs sont reportés, un des cas les plus symptomatiques étant celui de Villefranche, qui voit trois de ces matchs reportés consécutivement. 
La fin de la saison est quant à elle marquée par une demi-finale interrompue entre Carpentras et Villegailhenc, et par une finale entre Baho et Villegaihlenc marquée par de nombreux incidents.  

## Liste des équipes en compétition
| Baho Carpentras Entraigues Ferrals Lescure-Arthès Lyon-Villeurbanne Pia Salon-de-Provence Toulon Villefranche Villegailhenc Villeneuve-M |

| Club                     |
| ------------------------ |
| Baho                     |
| Carpentras               |
| Entraigues-sur-la-Sorgue |
| Ferrals-les-Corbières    |
| Lescure-Arthes           |
| Lyon-Villeurbanne        |
| Pia                      |
| Salon-de-Provence        |
| Toulon                   |
| Villefranche-de-Rouergue |
| Villegailhenc            |
| Villeneuve-Minervois     |

### Classement de la première phase
| Rang | Club                 | J  | V  | N | D  | Bo | Bd | Pm  | Pe  | Diff | Pts |
| ---- | -------------------- | -- | -- | - | -- | -- | -- | --- | --- | ---- | --- |
| 1    | Baho                 | 22 | 19 | 0 | 3  | 0  | 3  | 967 | 372 | +595 | 60  |
| 2    | Villegailhenc        | 22 | 17 | 2 | 3  | 0  | 2  | 710 | 342 | +368 | 57  |
| 3    | Carpentras           | 22 | 15 | 1 | 6  | 0  | 3  | 617 | 445 | +172 | 50  |
| 4    | Pia                  | 22 | 13 | 3 | 6  | 0  | 3  | 674 | 463 | +211 | 48  |
| 5    | Lescure-Arthès       | 22 | 12 | 1 | 9  | 0  | 5  | 634 | 471 | +163 | 43  |
| 6    | Entraigues           | 22 | 13 | 0 | 9  | 0  | 3  | 630 | 522 | +108 | 42  |
| 7    | Villefranche         | 22 | 10 | 1 | 11 | 0  | 7  | 546 | 587 | -41  | 39  |
| 8    | Ferrals              | 22 | 8  | 1 | 13 | 0  | 5  | 522 | 598 | -76  | 30  |
| 9    | Lyon-Villeurbanne    | 22 | 8  | 1 | 13 | 0  | 3  | 490 | 707 | -217 | 29  |
| 10   | Villeneuve-Minervois | 22 | 6  | 0 | 16 | 0  | 5  | 479 | 721 | -242 | 19  |
| 11   | Toulon               | 22 | 3  | 0 | 19 | 0  | 8  | 531 | 865 | -334 | 15  |
| 12   | Salon-de-Provence    | 22 | 2  | 0 | 20 | 0  | 3  | 263 | 970 | -707 | 5   |

|  | Qualifiés pour les demi-finales                      |
|  | Qualifiés pour les barrages d'accès aux demi-finales |

Attribution des points : victoire : 3, défaite par 12 points d'écart ou moins : 1 (point bonus), défaite par plus de 12 points d'écart : 0.
En cas d'égalité du nombre de points de classement, c'est la différence de points générale.

### Phase finale
|  | Quarts-de-finale 8-9 juin 2019 | Quarts-de-finale 8-9 juin 2019 |         |    | Demi-finales 15-16 juin 2019 | Demi-finales 15-16 juin 2019 |  |  | Finale 23 juin 2019        | Finale 23 juin 2019 |
|  | Quarts-de-finale 8-9 juin 2019 | Quarts-de-finale 8-9 juin 2019 |         |    | Demi-finales 15-16 juin 2019 | Demi-finales 15-16 juin 2019 |  |  | Finale 23 juin 2019        | Finale 23 juin 2019 |
|  |                                |                                |         |    |                              |                              |  |  |                            |                     |
|  |                                |                                |         |    |                              |                              |  |  | Stade Daniel-Ambert, à Pia |                     |
|  |                                |                                |         |    |                              |                              |  |  |                            |                     |
|  | Baho                           | 44                             |         |    |                              |                              |  |  |                            |                     |
|  | Baho                           | 44                             | Pia     | 34 |                              |                              |  |  |                            |                     |
|  | Pia                            | 16                             | Pia     | 34 |                              |                              |  |  |                            |                     |
|  | Pia                            | 16                             | Lescure | 28 |                              |                              |  |  |                            |                     |
|  |                                |                                | Lescure | 28 | Baho                         | 35                           |  |  |                            |                     |
|  |                                |                                |         |    | Baho                         | 35                           |  |  |                            |                     |
|  |                                | Villegailhenc Aragon           | 20      |    |                              |                              |  |  |                            |                     |
|  | Carpentras                     | Villegailhenc Aragon           | 20      | 23 |                              |                              |  |  |                            |                     |
|  | Carpentras                     | Villegailhenc Aragon           | 18      | 23 |                              |                              |  |  |                            |                     |
|  | Entraigues                     | Villegailhenc Aragon           | 18      | 22 |                              |                              |  |  |                            |                     |
|  | Entraigues                     | Carpentras                     | 10      | 22 |                              |                              |  |  |                            |                     |
|  |                                | Carpentras                     | 10      |    |                              |                              |  |  |                            |                     |

### Finale
(mt : -)
Points marqués :
Évolution du score : 
Arbitre : 
Spectateurs : 
La finale se déroule le dimanche 23 juin 2019 à 17h30 au Stade Daniel-Ambert de Pia.
Le magazine anglais Rugby League World dira de cette finale qu'elle sera historique, mais pour de mauvaises raisons, dans le mesure où un total de dix cartons rouges auront été distribués.Le magazine diffusant même la caricature du dessinateur de l'Indépendant, Seb, qui montre deux joueurs fortement amochés brandissant un énorme carton rouge en guise de trophée.
C'est à cette occasion que Mathias Pala joue son dernier match pour Baho et prend sa retraite sportive.

## Médias
Certaines rencontres sont commentées en direct sur radio Marseillette. Selon leur pratique, les publications britanniques Rugby League World (mensuel) et Rugby Leaguer&League Express (hebdomadaire) couvrent également le championnat.
Les journaux régionaux L'Indépendant et la Dépêche du Midi suivent également la compétition, le fait qu'ils soient bien souvent compris dans les offres d'abonnement « presse  » des fournisseurs d'accès d'internet ou des opérateurs mobiles (kiosque sur smartphone) leur donnant la possibilité d'être lus au-delà de leurs régions d'origine. Le magazine australien Rugby League Review devait également suivre le championnat, a minima en en donnant les résultats. 
Midi Libre devrait, selon son habitude, seulement indiquer les résultats du championnat chaque lundi.  
Le site internet Treize Mondial devrait quant à lui suivre en détail ce championnat, et le magazine Planète XIII y faire de larges références au cours de la saison. 
La finale du championnat, opposant Baho au « VARL », est retransmise à la télévision et sur internet par Via Occitanie. Cette dernière fournissant également une assistance vidéo.  